# Heterotheca brandegei
Heterotheca brandegei là một loài thực vật có hoa trong họ Cúc. Loài này được (B.L.Rob. & Greenm.) Semple mô tả khoa học đầu tiên năm 1988.